# Bracon baseflavus
Bracon baseflavus är en stekelart som beskrevs av Ahmet Beyarslan 2002. Bracon baseflavus ingår i släktet Bracon och familjen bracksteklar. Inga underarter finns listade.